# Bönebüttel
Bönebüttel er en kommune i det nordlige Tyskland, beliggende øst for Neumünster i det sydvestligste hjørne af Kreis Plön. Kreis Plön ligger i delstaten Slesvig-Holsten.

## Geografi
Bönebüttel ligger omkring 5 km øst for Neumünster mellem jernbanen og Bundesstraße 430 fra Neumünster mod Plön. I kommunen ligger ud over Bönebüttel, landsbyerne og bebyggelserne Aufeld, Brammershof, Bruhnskoppel og Husberg, med den sidtes som den største by.
Bönebüttel var indtil 5. august 2009 en del af Amt Bokhorst-Wankendorf men har nu et Verwaltungsgemeinschaft med byen Neumünster, som står for administrationen i kommunen.

## Historie
Stedet omtales første gang i det 12. århundrede som Boienebutele.